# Evelin Lanthaler
Evelin Lanthaler (Merano, 6 maggio 1991) è un'ex slittinista italiana, specialista dello slittino su pista naturale.

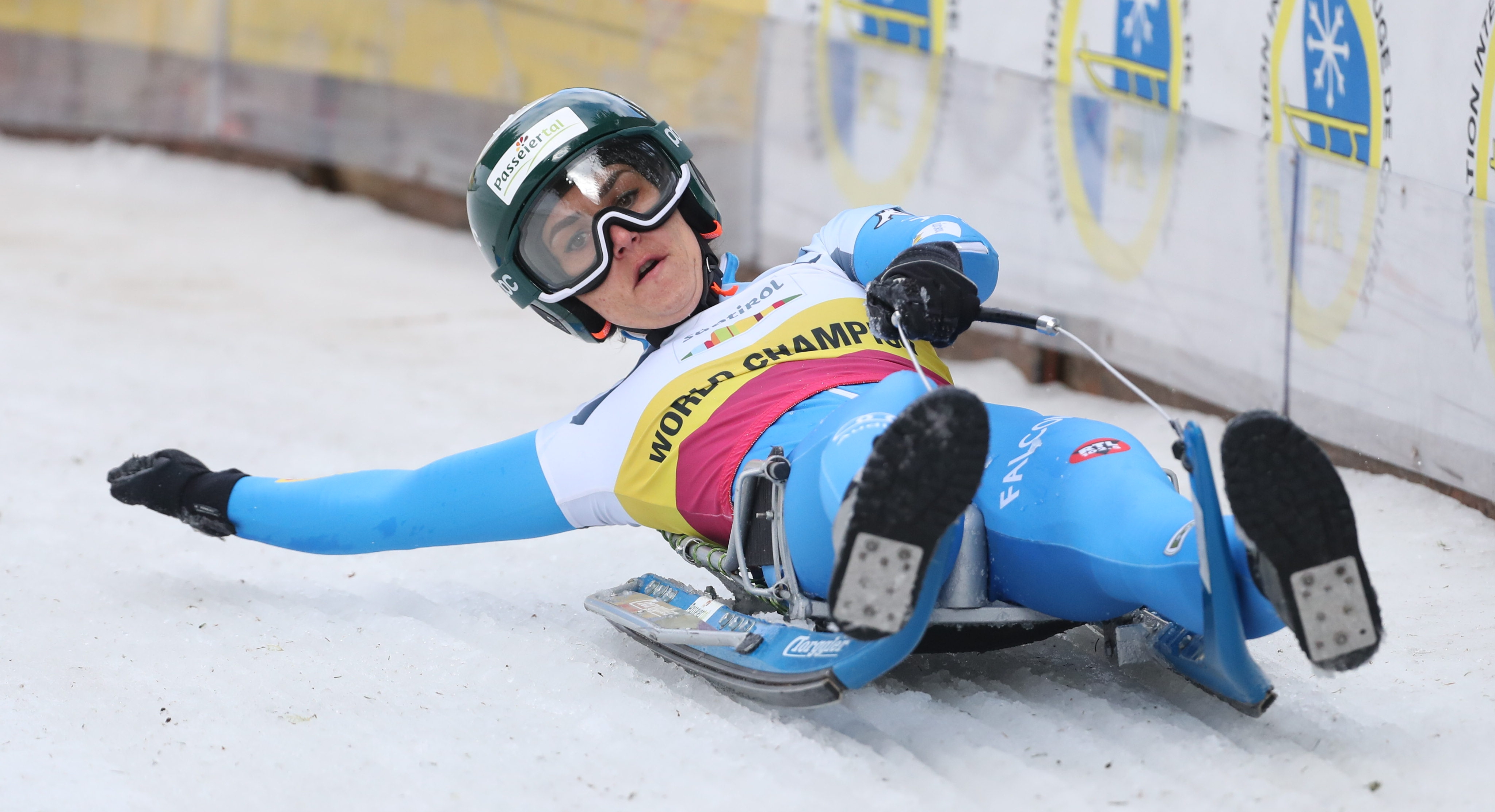
Evelin Lanthaler, Mariazell (2022)

Ha vinto per nove volte la Coppa del Mondo di slittino su pista naturale, sette delle quali consecutivamente. Ha vinto 58 gare di Coppa del Mondo nella specialità del singolo. Nel suo palmarès vanta inoltre i titoli iridati del 2015, 2019, 2021, 2023 e 2025 oltre a cinque titoli continentali consecutivi sempre a livello individuale. Considerando anche le gare a squadre ha collezionato un totale di 12 medaglie mondiali e 12 europee. È l'atleta italiana più vincente della storia in questa disciplina e l'italiana più titolata della storia della Coppa del Mondo degli sport invernali.

## Palmarès

### Mondiali su pista naturale
- 12 medaglie:
  - 9 ori (singolo a Sankt Sebastian 2015; singolo e gara a squadre a Lazfons 2019; singolo e gara a squadre a Umhausen 2021; singolo e gara a squadre a Nova Ponente 2023; singolo e gara a squadre a Kühtai 2025)
  - 1 argento (singolo a Vatra Dornei 2017)
  - 2 bronzi (singolo e gara a squadre a Nova Ponente 2013)

### Europei su pista naturale
- 12 medaglie:
  - 9 ori (singolo e gara a squadre a Moso in Passiria 2016; singolo a Winterleiten 2018; singolo e gara a squadre a Mosca 2020; singolo e gara a squadre a Lasa 2022; singolo e gara a squadre a Valgiovo 2024)
  - 2 argenti (singolo a Sankt Sebastian 2010; gara a squadre a Winterleiten 2018)
  - 1 bronzo (singolo a Novoural'sk 2012)

### Mondiali juniores su pista naturale
- 2 medaglie:
  - 1 oro (singolo a Nova Ponente 2010)
  - 1 argento (singolo a Laces 2008)

### Europei juniores su pista naturale
- 2 medaglie:
  - 2 ori (singolo a Longiarù 2009; singolo a Lasa 2011)

### Campionati italiani su pista naturale
- 4 medaglie:
  - 1 oro
  - 3 argenti

### Coppa del Mondo su pista naturale

#### Gare individuali
- Vincitrice della Coppa del Mondo del singolo nel 2016, 2018, 2019, 2020, 2021, 2022, 2023, 2024 e nel 2025
- 85 podi:
  - 58 vittorie
  - 14 secondi posti
  - 13 terzi posti

| Data             | Luogo            | Paese   | Disciplina             |
| ---------------- | ---------------- | ------- | ---------------------- |
| 26 gennaio 2014  | Valdaora         | Italia  | Singolo                |
| 18 febbraio 2014 | Vatra Dornei     | Romania | Singolo                |
| 25 gennaio 2015  | Obdach           | Austria | Singolo                |
| 10 gennaio 2016  | Laces            | Italia  | Singolo                |
| 17 gennaio 2016  | Vatra Dornei     | Romania | Singolo                |
| 31 gennaio 2016  | Nova Ponente     | Italia  | Singolo                |
| 8 gennaio 2017   | Laces            | Italia  | Singolo                |
| 14 gennaio 2017  | Mosca            | Russia  | Singolo                |
| 15 gennaio 2017  | Mosca            | Russia  | Singolo parallelo      |
| 7 gennaio 2018   | Lazfons          | Italia  | Singolo                |
| 14 gennaio 2018  | Moso in Passiria | Italia  | Singolo                |
| 21 gennaio 2018  | Sankt Sebastian  | Austria | Singolo                |
| 17 febbraio 2018 | Umhausen         | Austria | Singolo                |
| 16 dicembre 2018 | Kühtai           | Austria | Singolo                |
| 12 gennaio 2019  | Obdach           | Austria | Singolo                |
| 18 gennaio 2019  | Mosca            | Russia  | Singolo                |
| 19 gennaio 2019  | Mosca            | Russia  | Singolo                |
| 27 gennaio 2019  | Nova Ponente     | Italia  | Singolo                |
| 10 febbraio 2019 | Vatra Dornei     | Romania | Singolo                |
| 16 febbraio 2019 | Umhausen         | Austria | Singolo                |
| 5 gennaio 2020   | Obdach           | Austria | Singolo                |
| 10 gennaio 2020  | Moso in Passiria | Austria | Singolo                |
| 12 gennaio 2020  | Moso in Passiria | Austria | Singolo                |
| 26 gennaio 2020  | Nova Ponente     | Italia  | Singolo                |
| 10 febbraio 2020 | Lasa             | Italia  | Singolo                |
| 16 febbraio 2020 | Umhausen         | Austria | Singolo                |
| 17 dicembre 2020 | Obdach           | Austria | Singolo                |
| 18 dicembre 2020 | Obdach           | Austria | Singolo                |
| 15 gennaio 2021  | Moso in Passiria | Italia  | Singolo                |
| 16 gennaio 2021  | Moso in Passiria | Italia  | Singolo                |
| 9 febbraio 2021  | Lasa             | Italia  | Singolo                |
| 10 febbraio 2021 | Lasa             | Italia  | Singolo                |
| 8 gennaio 2022   | Umhausen         | Austria | Singolo                |
| 15 gennaio 2022  | Umhausen         | Austria | Singolo                |
| 23 gennaio 2022  | Vatra Dornei     | Romania | Singolo                |
| 29 gennaio 2022  | Nova Ponente     | Italia  | Singolo                |
| 19 febbraio 2022 | Mariazell        | Austria | Singolo                |
| 17 dicembre 2022 | Obdach           | Austria | Singolo                |
| 18 dicembre 2022 | Obdach           | Austria | Singolo inseguimento   |
| 14 gennaio 2023  | Valgiovo         | Italia  | Singolo                |
| 15 gennaio 2023  | Valgiovo         | Italia  | Singolo                |
| 29 gennaio 2023  | Nova Ponente     | Italia  | Singolo                |
| 18 febbraio 2023 | Umhausen         | Austria | Singolo                |
| 19 febbraio 2023 | Umhausen         | Austria | Singolo                |
| 17 dicembre 2023 | Kühtai           | Austria | Singolo                |
| 20 gennaio 2024  | Umhausen         | Austria | Singolo                |
| 21 gennaio 2024  | Umhausen         | Austria | Singolo                |
| 3 febbraio 2024  | Valgiovo         | Italia  | Singolo                |
| 17 febbraio 2024 | Obdach           | Austria | Singolo                |
| 18 febbraio 2024 | Obdach           | Austria | Singolo                |
| 21 dicembre 2024 | Obdach           | Austria | Singolo                |
| 22 dicembre 2024 | Obdach           | Austria | Singolo                |
| 6 gennaio 2025   | Lasa             | Italia  | Singolo                |
| 26 gennaio 2025  | Mariazell        | Austria | Singolo                |
| 8 febbraio 2025  | Umhausen         | Austria | Singolo                |
| 9 febbraio 2025  | Umhausen         | Austria | Singolo a eliminazione |
| 23 febbraio 2025 | Nova Ponente     | Italia  | Singolo                |

#### Gare di squadra
- 21 podi:
  - 17 vittorie
  - 3 secondi posti
  - 1 terzo posto

| Data             | Luogo            | Paese   | Specialità                                                                      |
| ---------------- | ---------------- | ------- | ------------------------------------------------------------------------------- |
| 28 febbraio 2013 | Vatra Dornei     | Romania | Staffetta a squadre con Anton Blasbichler, Patrick Pigneter e Florian Clara     |
| 26 gennaio 2014  | Valdaora         | Italia  | Staffetta a squadre con Anton Blasbichler, Patrick Pigneter e Florian Clara     |
| 19 febbraio 2014 | Vatra Dornei     | Romania | Staffetta a squadre con Florian Breitenberger, Patrick Pigneter e Florian Clara |
| 1º febbraio 2015 | Vatra Dornei     | Romania | Staffetta a squadre con Alex Gruber, Patrick Pigneter e Florian Clara           |
| 14 febbraio 2015 | Umhausen         | Austria | Staffetta a squadre con Alex Gruber, Patrick Pigneter e Florian Clara           |
| 31 gennaio 2016  | Nova Ponente     | Italia  | Staffetta a squadre con Alex Gruber, Patrick Pigneter e Florian Clara           |
| 7 gennaio 2017   | Laces            | Italia  | Staffetta a squadre con Alex Gruber, Patrick Pigneter e Florian Clara           |
| 17 febbraio 2018 | Umhausen         | Austria | Staffetta a squadre con Florian Breitenberger, Patrick Pigneter e Florian Clara |
| 16 dicembre 2018 | Kühtai           | Austria | Staffetta a squadre con Florian Clara e Alex Gruber                             |
| 27 gennaio 2019  | Nova Ponente     | Italia  | Staffetta a squadre con Patrick Pigneter e Alex Gruber                          |
| 16 febbraio 2019 | Umhausen         | Austria | Staffetta a squadre con Alex Gruber e Patrick Pigneter                          |
| 26 gennaio 2020  | Nova Ponente     | Italia  | Staffetta a squadre con Patrick Pigneter                                        |
| 19 dicembre 2020 | Obdach           | Austria | Staffetta a squadre con Patrick Pigneter                                        |
| 17 gennaio 2021  | Moso in Passiria | Italia  | Staffetta a squadre con Patrick Pigneter                                        |
| 9 gennaio 2022   | Umhausen         | Austria | Staffetta a squadre con Alex Gruber                                             |
| 30 gennaio 2022  | Nova Ponente     | Italia  | Staffetta a squadre con Alex Gruber                                             |
| 20 febbraio 2022 | Mariazell        | Austria | Staffetta a squadre con Alex Gruber                                             |

## Statistiche

### Coppa del Mondo su pista naturale - Singolo
| Stagione | Età | Classifica | Gare | Vittorie | Podi | Punti     |
| -------- | --- | ---------- | ---- | -------- | ---- | --------- |
| 2008     | 17  | 8ª         | 4    | 0        | 0    | 188       |
| 2009     | 18  | 4ª         | 6    | 0        | 1    | 300 (346) |
| 2010     | 19  | 4ª         | 6    | 0        | 2    | 315 (370) |
| 2011     | 20  | 4ª         | 6    | 0        | 1    | 355       |
| 2012     | 21  | 6ª         | 6    | 0        | 2    | 245       |
| 2013     | 22  | 2ª         | 6    | 0        | 5    | 455       |
| 2014     | 23  | 2ª         | 6    | 2        | 4    | 439       |
| 2015     | 24  | 2ª         | 6    | 1        | 5    | 500       |
| 2016     | 25  | 1ª         | 6    | 3        | 6    | 540       |
| 2017     | 26  | 2ª         | 7    | 3        | 7    | 610       |
| 2018     | 27  | 1ª         | 6    | 4        | 6    | 555       |
| 2019     | 28  | 1ª         | 7    | 7        | 7    | 700       |
| 2020     | 29  | 1ª         | 7    | 6        | 7    | 685       |
| 2021     | 30  | 1ª         | 6    | 6        | 6    | 600       |
| 2022     | 31  | 1ª         | 5    | 5        | 5    | 500       |
| 2023     | 32  | 1ª         | 7    | 7        | 7    | 700       |
| 2024     | 33  | 1ª         | 7    | 7        | 7    | 700       |
| 2025     | 34  | 1ª         | 7    | 7        | 7    | 700       |
|          |     |            |      |          |      |           |
| Totale   | -   | -          | 111  | 58       | 85   | 9 087     |

### Campionati mondiali su pista naturale
- 12 medaglie – (9 ori, 1 argento, 2 bronzi)

| Anno | Età | Località        | Singolo | Gara a squadre |
| ---- | --- | --------------- | ------- | -------------- |
| 2011 | 20  | Umhausen        | 5ª      | –              |
| 2013 | 22  | Nova Ponente    | Bronzo  | Bronzo         |
| 2015 | 24  | Sankt Sebastian | Oro     | non disputata  |
| 2017 | 26  | Vatra Dornei    | Argento | –              |
| 2019 | 28  | Lazfons         | Oro     | Oro            |
| 2021 | 30  | Umhausen        | Oro     | Oro            |
| 2023 | 32  | Nova Ponente    | Oro     | Oro            |
| 2025 | 34  | Kühtai          | Oro     | Oro            |

### Campionati europei su pista naturale
- 12 medaglie – (9 ori, 2 argenti, 1 bronzo)

| Anno | Età | Località         | Singolo | Gara a squadre |
| ---- | --- | ---------------- | ------- | -------------- |
| 2010 | 19  | Sankt Sebastian  | Argento | –              |
| 2012 | 21  | Novoural'sk      | Bronzo  | –              |
| 2014 | 23  | Umhausen         | 4ª      | –              |
| 2016 | 25  | Moso in Passiria | Oro     | Oro            |
| 2018 | 27  | Obdach           | Oro     | Argento        |
| 2020 | 29  | Mosca            | Oro     | Oro            |
| 2022 | 31  | Lasa             | Oro     | Oro            |
| 2024 | 33  | Valgiovo         | Oro     | Oro            |